# Кавказ (Баштанський район)
Кавка́з — село в Україні, у Березнегуватській селищній громаді Баштанського району Миколаївської області. Населення становить 217 осіб.

## Люди
В селі народився Кравченко Петро Іванович (1926—2010) — український скульптор.